# SurrealEstate
SurrealEstate es una serie de televisión de drama paranormal canadiense que se estrenó el 16 de julio de 2021 en CTV Sci-Fi Channel.

## Premisa
El agente inmobiliario Luke Roman y un equipo de élite de especialistas manejan los casos que nadie más puede: casas embrujadas y poseídas que literalmente ahuyentan a los posibles compradores.

## Reparto

### Principal
- Tim Rozon como Luke Roman, el jefe de una agencia inmobiliaria que se ocupa de casas embrujadas.
- Sarah Levy como la agente Susan Ireland.
- Adam Korson como investigador paranormal y ex. sacerdote católico Phil Orley.
- Maurice Dean Wint como el especialista en tecnología August Ripley.
- Savannah Basley como Zooey L'Enfant.
- Tennille Read como Megan Donovan.

### Recurrente
- Jennifer Dale como Victoria Román.

### Invitado
- Melanie Scrofano, reunida con su coprotagonista de Wynonna Earp, Rozon, apareció en un episodio y dirigió dos episodios.

## Producción
Fue producida por Blue Ice Pictures se anunció por primera vez en 2020, originalmente bajo el título provisional The Surrealtor, y se rodó en San Juan de Terranova, Terranova y Labrador.
En octubre de 2021, su creador, George Olsen, anunció que Syfy no retomaría la serie para una segunda temporada y agregó que intentaría encontrar un nuevo hogar para la serie. En mayo de 2022, se anunció que Syfy había revertido su cancelación. La segunda temporada está programada para salir al aire en 2023.

## Transmisión
En Estados Unidos, su primera temporada fue transmitida por Syfy.
En marzo de 2022, se anunció que Leonine Studios había vendido los derechos de la serie a más de 160 países.